# Sharon Osbourne

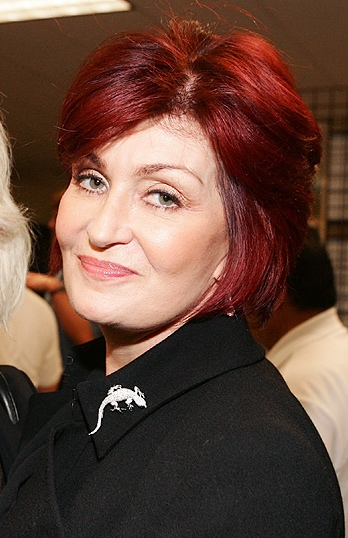
Sharon i Las Vegas 2007.

Sharon Osbourne, född Sharon Rachel Levy (senare med efternamnet Arden) den 9 oktober 1952 i Brixton i London, är en brittisk-amerikansk skådespelerska, programledare, sångerska, dokusåpadeltagare och tidigare manager för Ozzy Osbourne.
Sharon Osbourne är dotter till Don Levy (sedermera Don Arden) och dennes hustru Hope.
Sharon Osbourne var 1982–2025 fru till hårdrockslegendaren Ozzy Osbourne då han avled. De hade tre barn tillsammans, Aimee Osbourne, Kelly Osbourne, och Jack Osbourne. Sharon var manager för sin make Ozzy och det var hon som byggde upp hans solokarriär när han lämnade Black Sabbath 1979. Hon är även känd från dokusåpan The Osbournes och hon har haft sin egen pratshow, The Sharon Osbourne Show.
Hon har på senare år varit med i juryn för TV-programmen The X Factor och America's Got Talent.  För närvarande sitter Osbourne med i panelen i den amerikanska pratshowen The Talk.